# The Point Men
The Point Men is een door John Glen geregisseerde actiefilm met in de hoofdrol Christopher Lambert als Tony Eckhardt. De film is gebaseerd op de spionageroman De hitte van Ramadan van de Israëlische schrijver Steven Hartov.

## Kenmerken
De film werd opgenomen in Europa, waardoor deze kleine Hollywoodfilm een meer Europese uitstraling heeft.
De film speelt zich onder meer af in Luxemburg, Frankrijk en Groot-Brittannië.

## Verhaal
Het begint met een mislukte aanslag in München op een Palestijnse terrorist door een Israëlisch commandoteam van de Mossad. Het team van Benny Baum heeft de terrorist Amar Kamil maandenlang geschaduwd en in München zal de opdracht afgerond worden door de terrorist te vermoorden. De operatie loopt volledig in het honderd als de verkeerde persoon om het leven komt.

## Rolverdeling
| Acteur                  | Personage         |
| ----------------------- | ----------------- |
| Christopher Lambert     | Tony Eckhardt     |
| Donald Sumpter          | Benni Baum        |
| Kerry Fox               | Maddy Hope        |
| Maryam d'Abo            | Francie Köln      |
| Nicolas de Pruyssenaere | Peter Hauser      |
| Hendrick Haese          | Rainer Luckman    |
| William Armstrong       | Harry Weber       |
| Martin Siegel           | Generaal Ben-Zion |
| Vincent Regan           | Amar Kamil        |
| Oliver Haden            | George Masoud     |
| Marco Maes              | Nabil             |
| Patrick Hastert         | Thomas Skorzeny   |